# Franciszek Stryjas

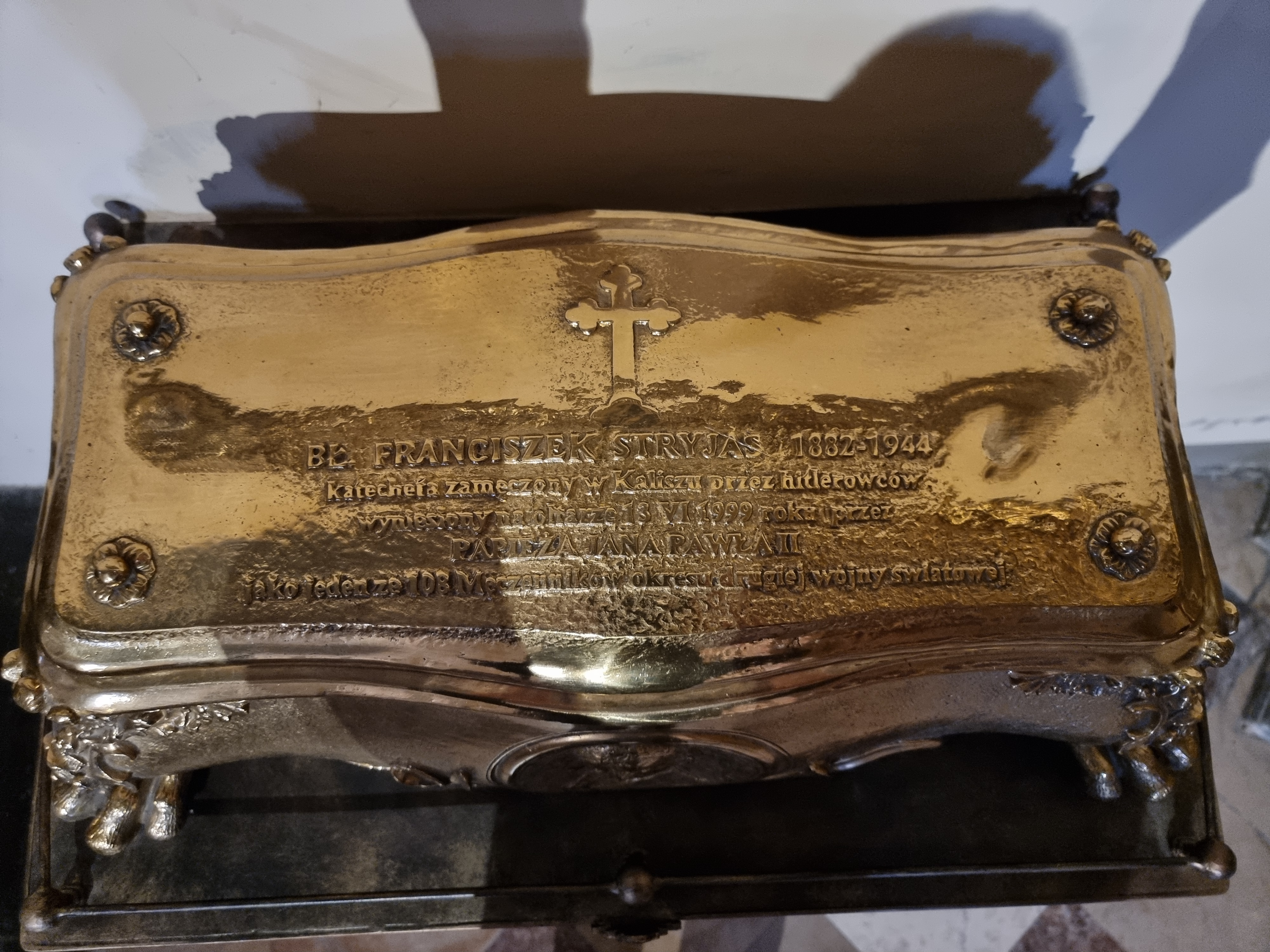
Trumienka z relikwiami w katedrze św. Mikołaja Biskupa w Kaliszu

Franciszek Stryjas (ur. 26 stycznia 1882 w Popowie, zm. 31 lipca 1944 w Kaliszu) – polski błogosławiony Kościoła katolickiego, męczennik II wojny światowej, katecheta, wierny świecki spod Kalisza, wzorowy ojciec rodziny.
Jego rodzice byli rolnikami. Franciszek Stryjas ożenił się w 1901 r. z Józefą z domu Kobyłka. Miał z nią siedmioro dzieci, mieszkali w Kuczewoli. Po jej śmierci ożenił się z wdową Józefą Nosal i przeniósł do Takomyśli. Za potajemne nauczanie dzieci religii w okolicznych wioskach, by przygotować je do I Komunii, został aresztowany przez policję niemiecką. Osadzony w więzieniu gestapo w Kaliszu, gdzie po dziesięciu dniach tortur zmarł w wyniku odniesionych obrażeń.
Beatyfikował go papież Jan Paweł II 13 czerwca 1999 w Warszawie w grupie 108 błogosławionych męczenników.